# Sarcee Trail (Calgary)
La Sarcee Trail est une voie express à 4 voies et une route principale de la Ville de Calgary, Alberta. Elle est divisée en deux portions, l'une dans la portion sud de la ville et l'autre dans la portion nord de la ville. Au début, il était planifié de construire une route continue mais, les plans de rejoindre les deux portions ont été mis de côté car ceci impliquerait la destruction de maisons à Bowness et pourrait causer des perturbations dans le Parc d'Aire Naturelle Bowmont. L'artère urbaine a été nommée pour les Tsuu T'ina, aussi connus sous le nom de Sarcee.

## Section Sud
La portion sud de la Sarcee Trail a une longueur de 8,9 kilomètres (5,5 mi) et agit comme une connexion majeure entre Glenmore Trail au sud et la 16e Avenue NW à l'extrémité ouest de la ville. La route continue tout de même vers le nord dans la communauté de Bowness à la 34e Avenue NW. La Sarcee Trail est signée comme voie de contournement qui connecte avec la Route 1 en direction ouest et la Route 2 en direction sud. La Sarcee Trail traverse la division entre les quadrants sud-ouest et nord-ouest de la ville à la 16e Avenue NW.
Les premiers plans pour la route de contournement sud-ouest de la ville appelaient pour la prolongation de la Sarcee Trail vers le sud à partir de Glenmore pour éventuellement connecter avec la Route 22X. Même si le prolongement de la route est encore planifié, avec une partie de la construction déjà commencée en 2016, elle portera maintenant le nom de Tsuut'ina Trail. Comme partie intégrante du projet Tsuut'ina Trail, la Ville de Calgary construira un échangeur à la Rue Richmond.

## Section Nord
La portion nord de la Sarcee Trail a une longueur de 9,1 kilomètres (5,7 mi) et voyage entre les communautés de Silver Springs dans le sud et Nolan Hill dans le nord. Elle commence au carrefour de Crowchild Trail et de Silver Springs Gate. En voyageant vers le nord, la Sarcee Trail continue jusqu'à ce qu'elle arrive à la 144e Avenue NW, en agissant comme un diviseur entre plusieurs communautés le long du chemin.
Silver Springs Gate, une route de courte longueur aboutissant à la communauté de Silver Springs, faisait avant partie de la Sarcee Trail jusqu'au milieu des années 1990 quand des plans pour rallonger la jambe nord de la Sarcee Trail vers le sud à travers les communautés de l'Aire Naturelle de Bowmont et de Bowness pour connecter avec la jambe sud ont été abandonnées. Le renommage de cette partie de la route ont été rapportés par les médias locaux comme ayant le but de rassurer les résidents que les plans pour étendre la route ne serait pas ravivée.

## Intersections majeures
Du sud vers le nord. Cette route entière est dans la Ville de Calgary.
| km                                       | mi      | Destinations                                         | Notes                                                                        |
| ---------------------------------------- | ------- | ---------------------------------------------------- | ---------------------------------------------------------------------------- |
| 0,0                                      | 0,0     | Glenmore Trail (AB-8 ouest) à AB-2 sud - Bragg Creek | Jonctions à trois voies; traffic suit la Glenmore Trail en direction est     |
| 0,0                                      | 0,0     | Future Tsuut'ina Trail (AB-201 sud)                  | Échangeur Cloverstack futur                                                  |
| 0,9                                      | 0,56    | Route Richmond                                       | Intersection divisé; échangeur proposé                                       |
| 1,4                                      | 0,87    | Centre Signal Hill                                   | Intersection gauche-entrée/gauche-sortie en direction sud (accès incomplet)  |
| 3,4                                      | 2,1     | 17e Avenue SW                                        | Échangeur en trèfle partiel                                                  |
| 4,8                                      | 3,0     | Bow Trail - Centre-ville de Calgary                  |                                                                              |
| 7,9-8,7                                  | 4,9-5,4 | Bowdale Crescent / Trinity Hills                     | Échangeur en forme de diamant hybride                                        |
| 7,9-8,7                                  | 4,9-5,4 | Bowdale Crescent                                     | Intersection gauche-entrée/gauche-sortie en direction nord (accès incomplet) |
| 7,9-8,7                                  | 4,9-5,4 | 16e Avenue NW (AB-1) - Banff                         | Échangeur en trèfle partiel                                                  |
| 8,9                                      | 5,5     | 34e Avenue NW                                        |                                                                              |
| Écart dans la Sarcee Trail               |         |                                                      |                                                                              |
| 11,1                                     | 6,9     | Silver Springs Boulevard / Silver Springs Drive      | Extrémité sud de la Silver Springs Gate; ancienne Sarcee Trail               |
| 12,4                                     | 7,7     | Crowchild Trail (AB-1A)                              | Échangeur à trèfle partiel; extrémité nord de la Silver Springs Gate         |
| 13,8                                     | 8,6     | John Laurie Boulevard                                |                                                                              |
| 15,9                                     | 9,9     | Country Hills Boulevard                              |                                                                              |
| 16,7                                     | 10,4    | Citadel Boulevard / Citadel Green                    |                                                                              |
| 17,5                                     | 10,9    | Stoney Trail (AB-201)                                | Échangeur à trèfle partiel (AB-201 Sortie 46)                                |
| 18,2                                     | 11,3    | Route d'accès - Centre Beacon Hill                   |                                                                              |
| 18,5                                     | 11,5    | 112e Avenue NW - Centre Beacon Hill                  |                                                                              |
| 19,3                                     | 12,0    | Symons Valley Parkway                                |                                                                              |
| 20,7                                     | 12,9    | Nolan Hill Avenue                                    |                                                                              |
| 21,5                                     | 13,4    | 144e Avenue NW                                       |                                                                              |
| 1,000 mi = 1,609 km; 1,000 km = 0,621 mi |         |                                                      |                                                                              |